# Lijst van Turkse films
Dit is een lijst van Turkse films, in alfabetische volgorde.

## 0-9
- 120 (2008, TR)

## A
- A.R.O.G (2008, TR)
- Allah'ın Sadık Kulu: Barla, (2011)
- Aşk Tutulması (2008, TR)
- Auf der anderen Seite (2007, DE, TR, ook wel: The Edge of Heaven)
- Autumn (2008, TR, ook wel: Sonbahar)

## B
- Bal (2010, TR)
- Broken Angel (2008, TR, USA)
- Bunu Gerçekten Yapmalı Mıyım (2008, TR)

## D
- Dünyayı Kurtaran Adamın Oğlu (2006, TR, ook wel: Turks in Space)

## F
- Fetih 1453 (2012, TR)

## P
- Propaganda (1999, TR)

## S
- Selvi Boylum Al Yazmalım (1977, TR, ook wel: The Girl with the Red Scarf)

## T
- Tokatçı (1983, TR)

## U
- Üç maymun (2008, TR, ook wel: Three monkeys)
- Uzak (2002, TR, ook wel: Distant)

## V
- Valley of the Wolves Iraq (2006, TR, ook wel: Kurtlar Vadisi Irak)

## Y
- Yol (1982, TR)